# Catherine White Coffin
Pour les articles homonymes, voir Catherine White et Coffin.
Catherine White Coffin (née Catherine White le 10 septembre 1803 - décédée le 22 mai 1881), également connue sous le nom de « Tante Katie », était une abolitionniste quaker américaine et l'épouse de Levi Coffin, le président officieux du « chemin de fer clandestin »,. Elle le secondait si efficacement que Levi Coffin a déclaré : « Il n'y a jamais eu de nuit trop froide, trop sombre ou trop pluvieuse pour qu'elle se lève à n'importe quelle heure et prépare un repas pour les pauvres fugitifs [...] il est arrivé souvent que 12, 15 et même 17 personnes s'assoient à notre table ». La maison des Coffin à Fountain City, dans le comté de Wayne, en Indiana, avait été surnommée la « Grand Central Station » du chemin de fer clandestin et a depuis été transformée en musée,. Catherine et Levi Coffin ont eu six enfants, dont trois n'ont pas atteint l'âge adulte.

## Biographie

### Naissance et famille
Catherine White naît le 10 septembre 1803 dans le comté de Guilford, en Caroline du Nord, dans le foyer d'un ménage quaker, Stanton et Mary White. Catherine avait trois frères et trois sœurs : Hannah (1796- ?), Isaac (1798-1840), Mary Polly Ann(1801-1849), Jesse (1805-1863), Micajah (1808- ?) et Elizabeth (1811-1814).
Le 24 octobre 1824, à l'âge de 21 ans, elle épouse Levi Coffin Jr, un fermier du comté de Guilford, en Caroline du Nord, à la chapelle quaker de Hopewell en Caroline du Nord. Ils ont eu six enfants : Jesse, Addison, Thomas, Henry, Anna et Sarah. Trois d'entre eux meurent pendant leur enfance : Addison (9 juillet 1828-1830), Thomas (15 septembre 1831 - 29 mars 1832) et Anna (14 août 1839 - 16 juillet 1850), tandis que les trois autres atteignent l'âge adulte : Jesse (1er août 1825 - 25 septembre 1899), Henry (1836-1916) et Sarah (2 octobre 1843 - 11 mai 1869).

### Chemin de fer clandestin
En 1847, les Coffins quittent l'Indiana pour s'installer à Cincinnati, dans l'Ohio, le long de la frontière entre l'Ohio, État "libre" où esclavage n'avait pas cours, et le Kentucky, État esclavagiste. Cette localisation leur permettait de venir en aide aux esclaves en fuite dès leur passage de la frontière. À l'époque toutefois, Cincinnati était divisée entre pro-esclavagistes et anti-esclavagistes. Les propriétaires d'esclaves y faisaient souvent pourchasser les esclaves en fuite avec la complicité des autorités. Les Coffins ont cherché avant de trouver la maison idéale, un bâtiment en briques de deux étages récent (construit en 1839), avec huit pièces où des cachettes furent aménagées ainsi que des portes secrètes, des sorties multiples et un puits au sous-sol. Elle disposait aussi d'un grand grenier. La maison était utilisée comme pension de famille, une  couverture parfaite pour les nombreuses allées et venues d'inconnus dans et autour de la maison. 
Cette maison devint célèbre sous le nom de « Grand Central Station of the Underground Railroad » (gare centrale du chemin de fer clandestin). 
Alors que Lévi convoyait clandestinement les fugitifs, Catherine cuisinait pour les visiteurs et fabriquait des costumes pour faire passer certains anciens esclaves pour des servantes ou majordomes quakers. Aucun registre n'a été tenu, mais on pense que les Coffin ont aidé plus de 2 000 personnes.

### Fin de vie
Catherine Coffin est décédée le 25 mai 1881 d'une pneumonie. Elle a d'abord été enterrée au Friends Burying Ground à South Cumminsville, dans la banlieue de Cincinnati. Elle a ensuite été réinhumée avec son mari dans le carré quaker du cimetière de Spring Grove, également à Cincinnati.

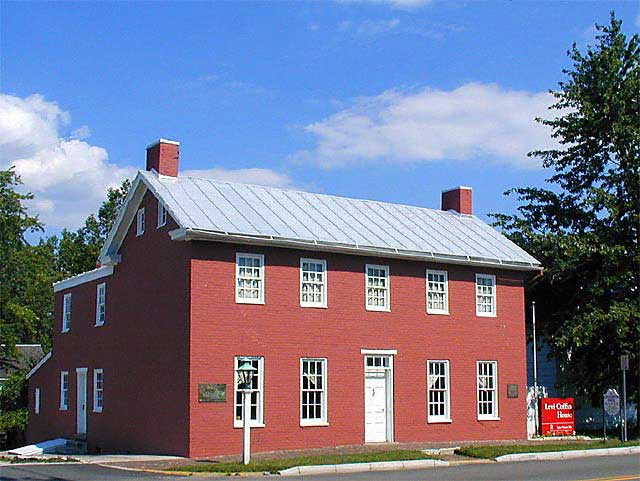
La maison de Levi et Catherine Coffin à Fountain City, Indiana.

## Postérité
La maison des Coffin a été inscrite au Registre national des lieux historiques en 1966. 
Les personnages de Simeon et Rachel Halliday dans La Case de l'oncle Tom sont inspirés de Levi et Catherine Coffin.

## Source
- Traduction de la page Wikipedia en anglais Catherine White Coffin (version du 18 novembre 2024)